# Stefan Elliott
Pour les articles homonymes, voir Elliott.
Stefan Elliott (né le 30 janvier 1991 à North Vancouver, dans la province de la Colombie-Britannique) est un joueur professionnel canadien de hockey sur glace. Il évolue au poste de défenseur.

## Biographie

### Carrière en club
En 2007, il débute dans la Ligue de hockey de l'Ouest avec les Blades de Saskatoon. Lors du repêchage d'entrée dans la LNH 2009, il est choisi au deuxième tour, à la quarante-neuvième place au total par l'Avalanche du Colorado. Il passe professionnel en 2011 avec les Monsters du lac Érié, club ferme de l'Avalanche dans la Ligue américaine de hockey.  Il participe avec l'équipe LHOu à la Super Serie Subway en 2009 et 2010. Le 26 novembre 2011, il joue son premier match dans la Ligue nationale de hockey face aux Oilers d'Edmonton inscrivant son premier but.
Le 5 décembre 2018, les Penguins de Pittsburgh l'envoie avec Tobias Lindberg aux Sénateurs d'Ottawa en retour de Macoy Erkamps et Ben Sexton .

### Carrière internationale
Il représente l'équipe du Canada en sélection jeune.

## Trophées et honneurs personnels

### Ligue canadienne de hockey
- 2009 : nommé Étudiant de la saison de la Ligue canadienne de hockey.

### Ligue de hockey de l'Ouest
- 2009 : remporte le Trophée Daryl K. (Doc) Seaman.
- 2011 : remporte le Trophée Bill Hunter Memorial.
- 2011 : remporte le Trophée plus-moins de la LHOu.
- 2009 : nommé dans la première équipe d'étoiles de l'association de l'Est.

## Statistiques

### En club
| Saison     | Équipe                            | Ligue             |    | Saison régulière | Saison régulière | Saison régulière | Saison régulière | Saison régulière |   | Séries éliminatoires | Séries éliminatoires | Séries éliminatoires | Séries éliminatoires | Séries éliminatoires |
| Saison     | Équipe                            | Ligue             | PJ | B                | A                | Pts              | Pun              | PJ               | B | A                    | Pts                  | Pun                  |                      |                      |
| 2006-2007  | Blades de Saskatoon               | LHOu              | 1  | 0                | 0                | 0                | 0                | -                | - | -                    | -                    | -                    |                      |                      |
| 2007-2008  | Blades de Saskatoon               | LHOu              | 67 | 9                | 31               | 40               | 17               | -                | - | -                    | -                    | -                    |                      |                      |
| 2008-2009  | Blades de Saskatoon               | LHOu              | 71 | 16               | 39               | 55               | 26               | 7                | 1 | 3                    | 4                    | 4                    |                      |                      |
| 2009-2010  | Blades de Saskatoon               | LHOu              | 72 | 26               | 39               | 65               | 24               | 10               | 3 | 5                    | 8                    | 4                    |                      |                      |
| 2010-2011  | Blades de Saskatoon               | LHOu              | 71 | 31               | 50               | 81               | 14               | 10               | 3 | 5                    | 8                    | 0                    |                      |                      |
| 2010-2011  | Monsters du lac Érié              | LAH               | -  | -                | -                | -                | -                | 5                | 0 | 2                    | 2                    | 0                    |                      |                      |
| 2011-2012  | Monsters du lac Érié              | LAH               | 30 | 5                | 9                | 14               | 4                | -                | - | -                    | -                    | -                    |                      |                      |
| 2011-2012  | Avalanche du Colorado             | LNH               | 39 | 4                | 9                | 13               | 8                | -                | - | -                    | -                    | -                    |                      |                      |
| 2012-2013  | Monsters du lac Érié              | LAH               | 44 | 5                | 8                | 13               | 6                | -                | - | -                    | -                    | -                    |                      |                      |
| 2012-2013  | Avalanche du Colorado             | LNH               | 18 | 1                | 3                | 4                | 2                | -                | - | -                    | -                    | -                    |                      |                      |
| 2013-2014  | Avalanche du Colorado             | LNH               | 1  | 1                | 0                | 1                | 0                | -                | - | -                    | -                    | -                    |                      |                      |
| 2013-2014  | Monsters du lac Érié              | LAH               | 61 | 14               | 14               | 28               | 14               | -                | - | -                    | -                    | -                    |                      |                      |
| 2014-2015  | Monsters du lac Érié              | LAH               | 64 | 19               | 21               | 40               | 22               | -                | - | -                    | -                    | -                    |                      |                      |
| 2014-2015  | Avalanche du Colorado             | LNH               | 5  | 0                | 0                | 0                | 2                | -                | - | -                    | -                    | -                    |                      |                      |
| 2015-2016  | Coyotes de l'Arizona              | LNH               | 19 | 2                | 4                | 6                | 4                | -                | - | -                    | -                    | -                    |                      |                      |
| 2015-2016  | Admirals de Milwaukee             | LAH               | 35 | 8                | 11               | 19               | 14               | 3                | 0 | 1                    | 1                    | 2                    |                      |                      |
| 2015-2016  | Predators de Nashville            | LNH               | 2  | 0                | 0                | 0                | 0                | -                | - | -                    | -                    | -                    |                      |                      |
| 2016-2017  | Ak Bars Kazan                     | KHL               | 31 | 4                | 7                | 11               | 12               | 1                | 0 | 0                    | 0                    | 0                    |                      |                      |
| 2017-2018  | HV71                              | SHL               | 34 | 4                | 17               | 21               | 14               | 2                | 0 | 0                    | 0                    | 2                    |                      |                      |
| 2018-2019  | Penguins de Wilkes-Barre/Scranton | LAH               | 20 | 1                | 7                | 8                | 4                | -                | - | -                    | -                    | -                    |                      |                      |
| 2018-2019  | Sénateurs d'Ottawa                | LNH               | 3  | 0                | 1                | 1                | 0                | -                | - | -                    | -                    | -                    |                      |                      |
| 2018-2019  | Senators de Belleville            | LAH               | 44 | 6                | 14               | 20               | 8                | -                | - | -                    | -                    | -                    |                      |                      |
| 2019-2020  | Dinamo Minsk                      | KHL               | 18 | 2                | 6                | 8                | 6                | -                | - | -                    | -                    | -                    |                      |                      |
| 2020-2021  | Frölunda HC                       | SHL               | 45 | 8                | 12               | 20               | 14               | 7                | 1 | 0                    | 1                    | 2                    |                      |                      |
| 2021-2022  | Frölunda HC                       | SHL               | 47 | 5                | 8                | 13               | 10               | 9                | 2 | 0                    | 2                    | 0                    |                      |                      |
| 2022-2023  | Djurgården Hockey                 | HockeyAllsvenskan | 38 | 8                | 13               | 21               | 14               | 17               | 3 | 6                    | 9                    | 4                    |                      |                      |
| Totaux LNH | Totaux LNH                        | Totaux LNH        | 87 | 8                | 17               | 25               | 16               | -                | - | -                    | -                    | -                    |                      |                      |

### En équipe nationale
| Année | Équipe     | Événement                    |   | PJ | B | A | Pts | Pun | +/-                |  | Résultat |
| 2009  | Canada U18 | Championnat du monde -18 ans | 6 | 0  | 2 | 2 | 0   | +5  | 4e place           |  |          |
| 2018  | Canada     | Jeux olympiques              | 2 | 0  | 0 | 0 | 0   | 0   | Médaille de bronze |  |          |